# Trazo de pluma levantino

## Trazo de pluma levantino
La presencia de trazos finos para diseñar los motivos pictóricos del Arte levantino - expresión artístico-creencial de los últimos cazadores-recolectores del oriente de la península ibérica (hace 10 000 años)- ya fue observada por los investigadores pioneros, asociándolos a pinceladas por el indudable parecido al resultado que se obtiene con tales instrumentos. En los años finales de la década de los ochenta, el pintor e investigador de arte prehistórico Alexandre Grimal Navarro se cuestiona la fabricación de pinceles por los autores de aquel arte prehistórico ante su complejidad y los problemas tecnológicos que conllevaba. Comprobó que las líneas gruesas o los rellenos de las figuras, sea cual fuese su tamaño, habían sido ejecutadas pacientemente con trazos finos que oscilaban entre 1 y 4 mm.de grosor y que mostraban unos perfiles nítidos y bien definidos. Esta constatación, verificada en la mayor parte de los yacimientos de la geografía de aquel arte creencial desde Cataluña hasta Murcia y Andalucía oriental, ponía en evidencia que aquellos pintores se valieron de un único instrumento. Las amplias experiencias técnicas que se han venido llevando a cabo, con una notable diversidad de materiales, demostraban que las plumas de ave –especialmente las remeras- reunían las cualidades óptimas para obtener precisamente aquel resultado que se veía en los miles de figuras pintadas. La pluma se empleaba por la zona de las barbas, pues éstas eran capaces de retener gran cantidad de pintura y deslizarla con precisión conforme se utilizaba; el resultado final era equiparable al mejor de los pinceles actuales y es lo que se ha dado en llamar trazo de pluma levantino. 
La elección de este instrumento como único vehículo pictórico unido al concepto figurativo de su iconografía, da al Arte levantino un carácter cercano al expresionismo que lo singulariza de los otros artes prehistóricos: el Paleolítico y el Esquemático, y que permite considerarlo como un fenómeno único en la Prehistoria europea. (Fuente: Associació Catalana d´Art Prehistòric ACAP).